# Lars Söderberg
Lars Söderberg (Lasse Söderberg) (Estocolm, Suècia, 1931) és un poeta i escriptor suec, fill del periodista Sten Söderberg i d'Irmgard Pingel

## Biografia
Pertanyia de jove al grup Metamorfos i va debutar amb la primera de les editorials Metamorfos amb Anteckningar till ett eko (Bloc de notes per a un eco, 1952) dedicat al seu amic Paul Andersson. L'any següent hi va editar Landskap med kvinnor (Paisatge amb les dones).
Va ser editor de la revista literària Tärningskastet (Rotllo dels daus, 1976-1988).
Ha passat molt de temps a l'estranger, principalment a Espanya i França. Com a traductor, ha traduït i interpretat la poesia francesa, espanyola i catalana. Durant els anys 70, va fer el paper d'animador i mestre de cerimònies pel Cabaret Fredagsbarnen a Malmö amb Lennart Brummer i Frans Sjöström. En els anys 1987-2006 va ser l'iniciador i també el guia de les Jornades Internacionals de Poesia a Malmö. Ha traduït del català al suec les obres de Joan Brossa, el Llibre d'Amic e d'Amat i les poesies de Joan Salvat Papasseït, Pere Gimferrer, i altres i ha donat a conèixer la literatura catalana a Suècia, raó per la qual el 1991 va rebre la Creu de Sant Jordi i en 2002 el Premi Elsa Thulin. També ha traduït autors en llengua castellana al suec, com Octavio Paz, Vicente Aleixandre i Jorge Luis Borges, raó per la qual el 2007 va rebre la Medalla Neruda del govern de Xile.

## Obres
- 1952 – Anteckningar till ett eko (Metamorfos)
- 1953 – Landskap med kvinnor (Metamorfos)
- 1953 – Brödet och kärleken, poesia turca de Lütfi Özkök (Metamorfos)
- 1955 – Akrobaterna (Wahlström & Widstrand)
- 1959 – Fågeln i handen
- 1963 – Det beständiga
- 1963 – Efter Ikaros
- 1963 – Det obeständiga
- 1965 – En dörr med lås
- 1965 – Mina vistelseorter
- 1968 – Med hjärtats krita
- 1969 – Generalens måltid och andra dikter
- 1972 – Ros för en revolution
- 1974 – Undrens tid
- 1989 – Slottet La Coste ligger i ruiner
- 1989 – Småsten till pyramiden
- 1991 – Sexton dikter
- 1992 – Pilar mot månen
- 1993 – Mitt nittonde år
- 1993 – På andra sidan dörren
- 1993 – Ögonen och minnet
- 1999 – Gemensamma nämnare
- 2001 – Europas snäcka
- 2002 – Stenarna i Jerusalem
- 2007 – Breven från Artur
- 2008 – En vinter på Ibiza
- 2011 – Jorden är blå
- 2013 – Resa i svartvitt